# Arrancy-sur-Crusne
Arrancy-sur-Crusne település Franciaországban, Meuse megyében. Lakosainak száma 458 fő (2022. január 1.). Arrancy-sur-Crusne Beuveille, Longuyon, Pierrepont, Han-devant-Pierrepont, Rouvrois-sur-Othain, Saint-Pierrevillers és Sorbey községekkel határos.

## Népesség
A település népességének változása:
| Lakosok száma | 447  | 361  | 365  | 393  | 489  | 493  | 491  | 474  | 466  | 458  |
|               | 1968 | 1982 | 1990 | 2006 | 2013 | 2015 | 2017 | 2019 | 2020 | 2022 |